# Qāvolqā
Qāvolqā (persiska: قاولقا) är en ort i Iran.   Den ligger i provinsen Nordkhorasan, i den nordöstra delen av landet, 500 km nordost om huvudstaden Teheran. Qāvolqā ligger 1 068 meter över havet och antalet invånare är 478.
Terrängen runt Qāvolqā är kuperad söderut, men norrut är den platt.Runt Qāvolqā är det ganska glesbefolkat, med 27 invånare per kvadratkilometer. Närmaste större samhälle är Karkūlī, 8,2 km nordväst om Qāvolqā. Trakten runt Qāvolqā består i huvudsak av gräsmarker.